# Donington Park

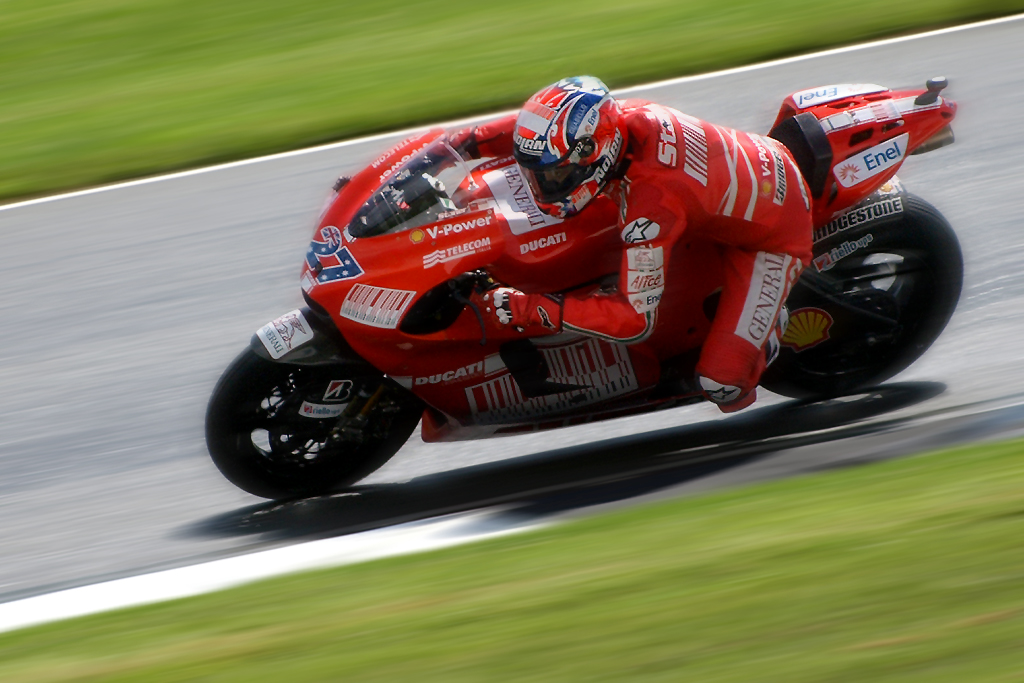
Casey Stoner en 2009.

Trazado de Donington Park en 1937.

Donington Park es un autódromo situado cerca del Castillo de Donington, en el noroeste de Leicestershire, Inglaterra, Reino Unido, cerca del Aeropuerto de East Midlands y a pocos kilómetros de las ciudades de Derby y Nottingham. Es uno de los principales autódromos del país, y atrae anualmente a campeonato internacionales de automovilismo de velocidad y motociclismo de velocidad. Ocasionalmente, se usa para conciertos y otros eventos no relacionados con el deporte motor.

## Historia
El trazado original fue propuesto por el motociclista Fred Craner a Alderman John Gillies Shields JP, dueño del predio, para utilizar los caminos del lugar. Se inauguró en el año 1931, y se convirtió en permanente en 1933, con una longitud de 3.518 metros. En 1935 se comenzó a disputar el Gran Premio de Donington, que contó entre sus ganadores a Bernd Rosemeyer y Tazio Nuvolari con sus Flechas plateadas alemanas. El circuito se clausuró en 1939 con el inicio de la Segunda Guerra Mundial.
El empresario y entusiasta de los automóviles millonario Tom Wheatcroft compró el terreno de Donington Park en 1971 y reinauguró el circuito en 1977. Al circuito nacional de 3.149 metros se le añadió en 1985 una extensión para formar el trazado de Gran Premio, de 4.020 metros.
En la actualidad se disputan en este circuito el Campeonato Mundial de Superbikes (1988-2001, 2008-2009 y desde 2011), el Campeonato Británico de Turismos (1977-1979 y desde 1981), el Campeonato Británico de Gran Turismos y el Campeonato Británico de Superbikes.
Anteriormente recibió otros campeonatos internacionales, tales como:
- Gran Premio de Gran Bretaña de Motociclismo del Campeonato Mundial de Motociclismo (1987-2009)
- Campeonato FIA GT (1997-1999, 2002-2004, 2012)
- Campeonato Mundial de Resistencia (1989-1990, 1992)
- Campeonato de la FIA de Sport Prototipos (1997-2001, 2003)
- Le Mans Series (2001, 2006, 2012)
- Deutsche Tourenwagen Masters (2002-2003)
- Campeonato Mundial de Turismos (2011)
- Superstars Series (2011-2013)
- Fórmula 1 Británica (1978-1982)
- Fórmula 3 Británica (1983-2009, 2011-2012, 2014)
- Fórmula 2 Europea (1977-1979, 1981-1984, 2009)
- Fórmula 3000 Internacional (1985, 1987, 1990, 1993)
- World Series by Renault (1998-2001, 2003-2007)
- Auto GP (1999-2004, 2011, 2013)

### Fórmula 1
En 1993, acogió por única vez a la Fórmula 1 como sede del Gran Premio de Europa de 1993. Esta fue una de las carreras más recordadas, ya que Ayrton Senna, bajo la lluvia, logró saltar del 5.º al 1.º puesto en la primera vuelta de carrera, y terminó llevándose el triunfo. Dispone de una tienda que trata sobre deportes de motor y una estatua (junto a Juan Manuel Fangio), guardando la memoria de Senna.
La Federación Internacional del Automóvil anunció que este circuito acogería el Gran Premio de Gran Bretaña a partir de la temporada 2010, sustituyendo al circuito de Silverstone. Como las instalaciones de Donington Park eran inadecuadas para la Fórmula 1, los mandatarios del circuito decidieron modernizarlas. La sección entre las curvas Redgate y McLean no se modificaría, conservando la esencia de la pista con subidas y bajadas pronunciadas, se añadiría una extensión en la sección interior donde se ubica la última curva. La pista iba a ser ensanchada, la recta de meta y los boxes se colocarían donde está la recta opuesta, y se iba a eliminar la chicana en favor de una recta principal más larga que desembocaría en una reformada Melbourne.
Sin embargo, en octubre de 2009, el máximo dirigente de la Fórmula 1 Bernie Ecclestone declaró que debido a la imposibilidad de cumplir los plazos el Gran Premio se iba a seguir celebrando en Silverstone que recuperó los derechos para los próximos 17 años. En diciembre de 2009, el hijo del antiguo dueño Kevin Wheatcroft recuperó el control del circuito, y Donington volvió a recibir a campeonatos internacionales y británicos de deporte motor.

### Otras actividades
El circuito alberga un museo, donde se puede apreciar la "colección del Grand Prix de Donington", el cual fue abierto en 1973 y contiene la mayor colección de Gran Premio del mundo.
Donington Park ha albergado en sus instalaciones conciertos y festivales de música rock tales como Monsters of Rock a finales de los 1980 y principios de los 1990, cuando grupos como Queen, AC/DC, Aerosmith, Def Leppard, Bon Jovi, Kiss, Guns N' Roses, Iron Maiden, Pantera y Metallica tocaron allí. En el año 2001 fue la sede de la presentación de la agrupación Stereophonics (A Day at the Races), Ozzfest en 2002 y Download Festival en 2003 y 2006.

## Ganadores

### Fórmula 1
| Año  | Piloto       | Constructor  | Fecha       | Resultados |
| ---- | ------------ | ------------ | ----------- | ---------- |
| 1993 | Ayrton Senna | McLaren-Ford | 11 de abril | Resultados |